# NGC 5629
NGC 5629 est une galaxie lenticulaire située dans la constellation du Bouvier. Sa vitesse par rapport au fond diffus cosmologique est de 4 640 ± 20 km/s, ce qui correspond à une distance de Hubble de 68,4 ± 4,8 Mpc (∼223 millions d'al). NGC 5629 a été découverte par l'astronome britannique John Herschel en 1831.
NGC 5629 présente un noyau en retrait (RET, retired nucleus).
À ce jour, six mesures non basées sur le décalage vers le rouge (redshift) donnent une distance de 84,800 ± 20,243 Mpc (∼277 millions d'al), ce qui est à l'intérieur des valeurs de la distance de Hubble. Deux des mesures qui dans les 100 Mpc sont à l'origine de cet écart-type élevé. La distance de Hubble est probablement plus près de la distance réelle de cette galaxie.

## Groupe de NGC 5653
Selon A. M. Garcia, NGC 5629 fait partie du groupe de NGC 5653. Ce groupe de galaxies compte au moins 15 membres. Les autres galaxies du groupe sont NGC 5635, NGC 5639, NGC 5641, NGC 5642, NGC 5653, NGC 5657, NGC 5659, NGC 5672, NGC 5709 (= NGC 5703), NGC 5735, IC 4397, UGC 9253, UGC 9268 et UGC 9302.
Plusieurs galaxies se trouvent dans la même région du ciel que NGC 5629, mais elles ne font pas partie du groupe de NGC 5653.